# Ján Michalko
Ján Michalko (ur. 16 października 1912 w Važec, zm. 10 grudnia 1990 w Bratysławie) – słowacki duchowny luterański, teolog, etyk i publicysta, w latach 1970-1990 biskup generalny Kościoła Ewangelickiego Wyznania Augsburskiego na Słowacji, profesor Uniwersytetu Komeńskiego w Bratysławie, doktor honoris causa Chrześcijańskiej Akademii Teologicznej w Warszawie.

## Życiorys
Odbył studia teologiczne w Bratysławie i Bazylei. Był proboszczem w miejscowościach: Spišska Nova Ves, Pozdišovce, Myslenice, Rač i w Bratysławie. W 1946 został doktorem teologii. W 1950 został wykładowcą Wydziału Teologii Ewangelickiej w Bratysławie. W latach 1953–1990 był profesorem tego wydziału, a w latach 60 jego dziekanem. Od 1970–1990 był biskupem generalnym Kościoła Ewangelickiego Wyznania Augsburskiego na Słowacji, pełnił wiele innych funkcji kościelnych i ekumenicznych w kraju i za granicą. Specjalizował się w homiletyce i etyce.
W 1974 Senat Chrześcijańskiej Akademii Teologicznej w Warszawie nadał mu w 1994 tytuł doktora honoris causa.